# ステファニー・ベッケルト
ステファニー・ベッケルト（Stephanie Beckert、1988年5月30日 - ）は、ドイツの女子スピードスケート選手。専門は長距離。

## 経歴
もともとはフィギュアスケートをしていたが、10歳の時スピードスケートに転向。2006/07シーズンにワールドカップへデビューする。翌シーズンには団体パシュートのメンバーにも入っている。2008/09シーズンに初めて表彰台へ上がり、長距離(3000/5000mの合算)の総合4位となった。さらにその翌シーズンに初優勝し、長距離総合2位。バンクーバーオリンピックでは団体パシュートの金メダルをはじめ3個のメダルを獲得した。翌年には世界距離別選手権でも最初のメダルを手にした。2011/12シーズンは背中の負傷により調整が遅れたが、世界距離別選手権で2個のメダルを獲得するなど好成績を残した。ワールドカップの長距離では、2009/10シーズンから3シーズン連続で、マルチナ・サブリコワに次ぐ総合2位に入っていた。2012/13シーズンはワールドカップで2シーズンぶりに優勝したが、総合では4位にとどまり、世界選手権でもメダルには届かなかった。

## 人物
- 弟のパトリックもスピードスケートのドイツ代表選手で、バンクーバーオリンピックに出場した。また母親もスケート経験を持っている[1]。
- パトリックのほかに2人の弟妹がいる。2018年平昌オリンピックにともに参加するのが夢だという[1]。
- 目標とする選手は長年スピードスケートの女王として君臨したグンダ・ニーマン＝シュティルネマンである。また両親から最も強い影響を受けたとしている[1]。